# Перелесок (Тверская область)
Перелесок — деревня в Фировском районе Тверской области. Входит в состав Фировского сельского поселения.

## География
Находится в юго-восточной части Тверской области на расстоянии приблизительно 3 км на юг от районного центра поселка Фирово.
Через деревню проходит река Фировка.
К западу от деревни располагается железнодорожный остановочный пункт 62 км.

## История
Была отмечена (тогда Старый Перелесок) еще на карте 1840 года. В 1909 году учтено было 85 дворов.

## Население
Численность населения: 522 человека (1909 год), 84 (русские 100 %)в 2002 году, 32 в 2010.